# Прісноводний краб
Прісново́дний краб (Potamon) — рід прісноводних або напів-наземних крабів, що поширені у південній Європі, Близькому Сході до північно-західної Індії.

## Види
Наразі відомо 18 видів:
- Potamon algeriense Bott, 1967
- Potamon bileki Pretzmann, 1971
- Potamon bilobatum Brandis, Storch & Türkay, 2000
- Potamon fluviatile (Herbst, 1785)
- Potamon gedrosianum Alcock, 1909
- Potamon hueceste Pretzmann, 1983
- Potamon ibericum (Bieberstein, 1808)
- Potamon magnum Pretzmann, 1962
- Potamon mesopotamicum Pretzmann, 1962
- Potamon monticola Alcock, 1910
- Potamon pelops Jesse et al., 2010
- Potamon persicum Pretzmann, 1962
- Potamon potamios (Olivier, 1804)
- Potamon rhodium Parisi, 1913
- Potamon ruttneri Pretzmann, 1962
- Potamon setigerum Rathbun, 1904
- Potamon strouhali Pretzmann, 1962
- Potamon transcaspicum Pretzmann, 1962

|                                                        |  |  |
| Срібна пам'ятна монета, присвячена прісноводному крабу |  |  |

Багато інших таксонів з Індокитаю, що були описані в межах роду Potamon, тепер перенесені до інших родів, таких як Himalayapotamon, Beccumon, Eosamon і Takpotamon.